# Ike Ofoegbu
Ikechukwu Justin Ofoegbu, detto Ike (San Antonio, 9 novembre 1984), è un ex cestista nigeriano con cittadinanza statunitense.

## Carriera
Con la Nigeria ha disputato i Campionati africani del 2011.

## Palmarès
- Coppa di Israele: 1

Maccabi Tel Aviv: 2015-16